# Viktor Láznička
Viktor Láznička (Pardubice, 9 gennaio 1988) è uno scacchista ceco, Grande maestro.
Vinse diversi campionati giovanili del suo paese, tra cui il campionato under-10 (1997) e under-12 (1998 e 1999). Giunse 2º al campionato under-18 del 2001. Nel 2005 vinse la medaglia di bronzo al campionato europeo under-18 di Castelnuovo.
Altri risultati di rilievo:
- 2002: =1º a Olomouc
- 2003: =1º a Mariánské Lázně
- 2005: 1º a Brno
- 2006: vince il campionato assoluto della Repubblica Ceca e conquista il titolo di Grande Maestro
- 2007: =1º con Vlastimil Babula all'open di Pardubice
- 2008: vince il torneo di Calcutta, dopo aver superato al tie-break Krishnan Sasikiran. 2º - 4º al campionato della Comunità Europea di Liverpool, con Michael Adams e Nigel Short (vinse Jan Werle).

Attualmente è allenato dal suo connazionale e grande maestro Sergey Movsesyan.
Ha raggiunto il suo massimo rating Elo in gennaio 2012, con 2704 punti.